# Pavel Birioukov
Pour les articles homonymes, voir Birioukov.
Pavel Birioukov (en russe : Па́вел Ива́нович Бирюко́в) né le 3 novembre 1860 (15 novembre dans le calendrier grégorien), dans le village d'Ivanovskoie, volost Semionskaïa, ouezd de Kostroma, gouvernement de Kostroma et mort le 10 octobre 1931, à Genève, Suisse est un publiciste russe, homme public. Il est connu comme le plus important biographe de Léon Tolstoï dont il fut l'ami et le disciple.

## Biographie

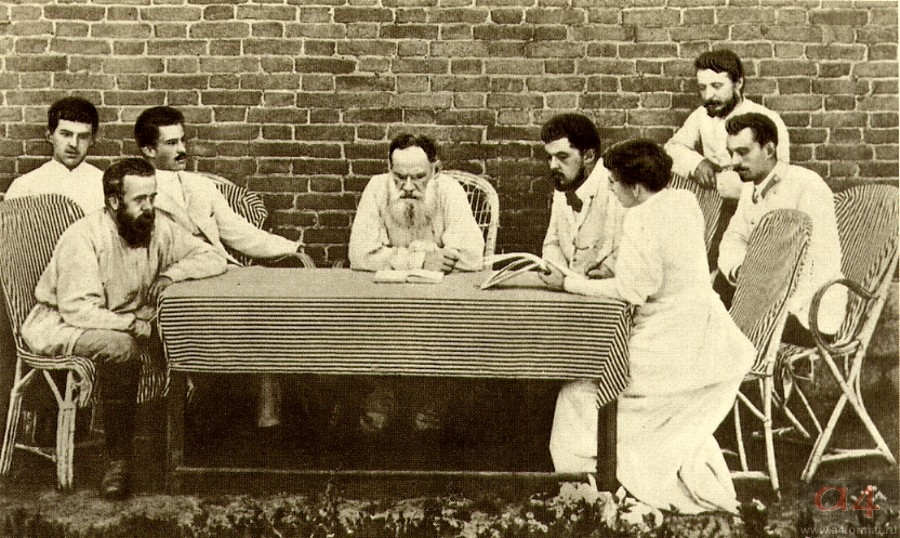
Léon Tolstoï et ses collaborateurs établissent la liste des paysans qui ont besoin d'aide. À gauche : Pavel Birioukov, 1892.

Pavel Birioukov est né dans une famille de la noblesse. Il étudie au Corps des Pages, à l'école de marine et en 1884 il est diplômé du département d'hydrographie de l'Académie navale de Saint-Pétersbourg. Il travaille ensuite à l'Observatoire de géophysique principal Voeïkov (en russe : ГФО) à Saint-Pétersbourg.
Ensuite, Pavel Birioukov donne sa démission et commence à diriger la maison d'édition Posrednik, fondée par Léon Tolstoï et Vladimir Tchertkov. En 1892, il travaille dans les cantines du gouvernement de Samara, organisées par Léon Tolstoï à l'époque de la famine. En 1895, il voyage dans le Caucase pour y étudier le mouvement des doukhobors. Pour avoir organisé un appel en faveur des doukhobors avec son mouvement Aidez-nous, il est exilé en 1897 dans le gouvernement de Courlande. Un an plus tard, il est autorisé à partir à l'étranger où il se rend et y demeure jusqu'en 1907. À Genève, il eut pour invité Vladimir Ilitch Lénine. Plus tard, il a passé beaucoup de temps en Russie, mais aussi en Suisse, en Grande-Bretagne et au Canada.
Il a participé de manière significative à la création du musée Tolstoï. Dans les années 1920, il dirige le département des manuscrits du musée d'État Léon Tolstoï de Moscou (ru), dont il devient le premier conservateur.
En 1923, conformément à un projet de langue date il part pour le Canada où de nombreux doukhobors se sont installés. Tombé gravement malade, il est rapatrié par son épouse vers la Suisse où il décède en 1931.

## Activité
Il a écrit dans des publications diverses : Kronchtadtski Vestnik (Кронштадтский Вестник), Rousskoïe bogatstvo (ru) (rédacteur Leonid Obolenski (ru)), Nedelia, Iounaïa Rossia, Doukhovny Christianine. Il a composé un certain nombre d'essais pour l'enseignement du peuple à la maison d'édition Posrednik (Посредник). À l'étranger, il a publié dans les revues Svobodnoïe Slovo (Свободное Слово) et Svobodnaïa Mysl (Свободная Мысль).
Une grande partie de ses activités dans l'émigration a été l'écriture et la publication de brochures de propagandes en anglais, ensemble avec Vladimir Tchertkov. C'étaient des ouvrages en petits volumes, dont beaucoup ont été publiés année après année, portant un regard critique sur la société. Parmi celles-ci se trouve la brochure Christian Martyrdom in Russia (Martyrs chrétiens en Russie), consacré à la communauté des doukhobors.
En 1901, il fait imprimer son ouvrage Les Doukhobors.
Son œuvre principale est la biographie de Léon Tolstoï en 4 tomes. Elle contient des renseignements importants sur la personnalité et l'œuvre de Léon Tolstoï. On y trouve de nombreuses lettres de Tolstoï, des extraits de journaux intimes, des souvenirs d'enfance, etc. Commencée du vivant de Tolstoï, grâce à ses accès privilégiés à des documents liés à l'écrivain, cette biographie est très significative pour la compréhension de Tolstoï. Elle a été traduite en de nombreuses langues étrangères.